# Emovački Lug
Emovački Lug falu Horvátországban, Pozsega-Szlavónia megyében. Közigazgatásilag Pozsegához tartozik.

## Fekvése
Pozsegától 5 km-re nyugat-északnyugatra, a Pozsegai-medencében, Nova Lipa és Pozsega között fekszik. 

## Története
A régészeti leletek tanúsága szerint területén már a történelem előtti időben is éltek emberek. 
A mai település a 19. század második felében erdőirtással keletkezett Gornji Emovci nyugati, „Lug” nevű határrészén. Lakosságát 1921-ben számlálták meg először önállóan. 1991-ben lakosságának 45%-a szerb, 35%-a horvát nemzetiségű volt. A településnek 2001-ben 32 lakosa volt. 

## Lakossága
| Lakosság változása | Lakosság változása | Lakosság változása | Lakosság változása | Lakosság változása | Lakosság változása | Lakosság változása | Lakosság változása | Lakosság változása | Lakosság változása | Lakosság változása | Lakosság változása | Lakosság változása | Lakosság változása | Lakosság változása | Lakosság változása |
| ------------------ | ------------------ | ------------------ | ------------------ | ------------------ | ------------------ | ------------------ | ------------------ | ------------------ | ------------------ | ------------------ | ------------------ | ------------------ | ------------------ | ------------------ | ------------------ |
| 1857               | 1869               | 1880               | 1890               | 1900               | 1910               | 1921               | 1931               | 1948               | 1953               | 1961               | 1971               | 1981               | 1991               | 2001               | 2011               |
| 0                  | 0                  | 0                  | 0                  | 0                  | 0                  | 24                 | 34                 | 31                 | 41                 | 43                 | 29                 | 24                 | 20                 | 43                 | 32                 |

(1857 és 1910 között lakosságát Gornji Emovcihoz számították. 1921-től településrészként, 1991-től önálló településként.)